# Nonciature apostolique au Bénin
La nonciature Apostolique au Bénin est la mission diplomatique du Saint-Siège au Bénin. Le nonce apostolique au Bénin est un office ecclésiastique de l'Église catholique au Bénin, avec rang d'ambassadeur. Le nonce sert à la fois d'ambassadeur du Saint-Siège auprès de la République du Bénin et de point de contact entre la hiérarchie catholique au Bénin et le pape.
En 1948, le Saint-Siège crée un bureau du Délégué à Dakar afin de représenter ses intérêts dans l’Afrique coloniale française. Après la décolonisation de la région, le 23 septembre 1960, ce poste prend le nom de Délégué apostolique pour l’Afrique de l’Ouest. Il est alors chargé des relations avec le Sénégal, la Haute-Volta, la Côte d’Ivoire, le Dahomey (actuel Bénin), la Guinée, la Mauritanie, le Niger, le Soudan, le Togo, le Ghana, la Gambie et la Sierra Leone. Au cours de la décennie suivante, à mesure que le Vatican établit des relations avec des pays pris individuellement, il crée des bureaux spécifiques à chacun, notamment la pro-nonciature au Dahomey en 1972. Le 30 novembre 1975, le nom du pays, ainsi que celui du bureau du Saint-Siège, passe de Dahomey à Bénin.

## Liste des représentants pontificaux au Bénin
Pro-nonces apostoliques
- Giovanni Mariani (29 mars 1972[2]-1973), également archevêque titulaire de Missua (de)
- Bruno Wüstenberg (29 décembre 1973[3]-17 janvier 1979), également archevêque titulaire de Tyr
- Giuseppe Ferraioli (en) (25 août 1979-21 juillet 1981), également archevêque titulaire de Volturnum (de)
- Ivan Dias (8 mai 1982-20 juin 1987), également archevêque titulaire de Rusibisir (de)
- Giuseppe Bertello (17 octobre 1987-12 janvier 1991), également archevêque titulaire d'Urbs Salvia (de)
- Abraham Kattumana (8 mai 1991-16 décembre 1992), également archevêque titulaire de Cebarades (de)

Nonces apostoliques
- André Dupuy (6 avril 1993-27 novembre 1999), également archevêque titulaire de Selsea (de)
- Pierre Nguyên Van Tot (25 novembre 2002-24 août 2005), également archevêque titulaire de Rusticiana (de)
- Michael August Blume (24 août 2005-2 février 2013), également archevêque titulaire d'Alexanum (de)
- Brian Udaigwe (8 avril 2013-13 juin 2020), également archevêque titulaire de Suelli (de)
- Mark Miles (5 février 2021-9 juillet 2024)[4], également archevêque titulaire de Città Ducale (de)
- Rubén Darío Ruiz Mainardi (en) (depuis le 28 octobre 2024[5]), également archevêque titulaire d'Ursona (de)